# Jezik gluhoslepih
Jezik gluhoslepih je jezik, ki ga za sporazumevanje uporabljajo osebe z gluhoslepoto – osebe s hkratno okvaro sluha in vida. Jezik gluhoslepih temelji na dotiku, ki za uporabnike predstavlja najzanesljivejši vir prenosa informacij. Pri gluhoslepih posameznikih se vid in sluh med seboj ne moreta kompenzirati, kot se pri slepih ali gluhih. Zato se gluhoslepi opirajo na ostala čutila, poleg dotika tudi na vonj in okus.
S 4. junijem 2021 je bil jezik gluhoslepih vpisan v Ustavo Republike Slovenije, kar pomeni, da je na območju Slovenije enakovreden slovenskemu jeziku in slovenskemu znakovnemu jeziku in da mora biti ljudem z gluhoslepoto zagotovljena pravica do njegove enakovredne rabe in razvoja. S tem je Slovenija postala prva država s svetu, ki je jezik gluhoslepih umestila v ustavo.